# شوهي سوزوكي
شوهي سوزوكي (باليابانية: 鈴木正平؛ بالكانا: すずき しょうへい) هو عالم فلك ياباني، ولد في القرن العشرين.